# 지카타비

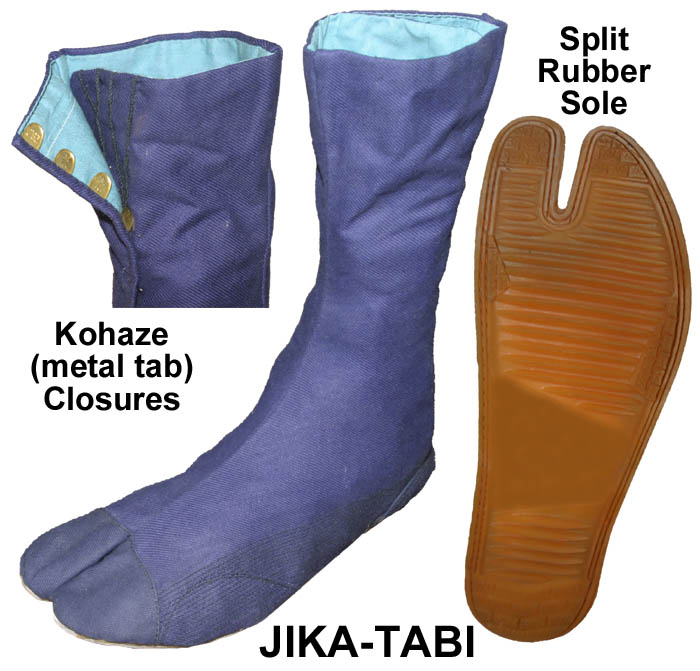
지카타비

지카타비(地下足袋)는 일본의 전통 버선 타비를 모델로 하여 20세기에 만든 양말이다. 일본 외의 나라에선 ‘다비 부츠’라고도 부른다. 지카타비 또한 발가락을 기준으로 부분으로 나뉘어 있다.

## 다른 나라
일본 외의 나라에선 지카타비를 무예 가게에서 살 수 있다. 지카타비는 무예의상으로 사용된다. 또한 운동, 하이킹, 등산 할 때 착용하기도 한다.

## 같이 보기
- 다비 (의상)
- 와라지